# Het Laatste Avondmaal (Peter Paul Rubens)
Het Laatste avondmaal (Italiaans: Ultima Cena) is een schilderij van Peter Paul Rubens uit 1631-32. Oorspronkelijk was het onderdeel van een altaarstuk. Sinds 1813 maakt het werk deel uit van de collectie van de Pinacoteca di Brera in Milaan.

## Geschiedenis
In 1631-32 schilderde Rubens in opdracht van Catherine Lescuyer een groot altaarstuk. Zij liet het boven het graf van haar vader, Pawels Lescuyer, plaatsen in de kapel van het Heilig Sacrament in de Sint-Romboutskathedraal in Mechelen. Het altaarstuk bestond uit het schilderij met het Laatste Avondmaal en twee panelen die de predella vormden en twee eerdere episodes uit het leven van Jezus illustreerden: de intocht in Jeruzalem en de voetwassing. Rubens maakte een voorbereidende olieverfschets, die zich in het Poesjkinmuseum in Moskou bevindt. Na de voltooiing van het altaarstuk maakte de schilder een uiterst gedetailleerde grisailleschets, die deel uitmaakt van een privécollectie, als model voor de graveur Boëtius à Bolswert.
In 1793, tijdens de veldtocht van Napoleon in Vlaanderen, werd het altaarstuk meegenomen naar het Louvre. In 1803 verhuisden de twee panelen, die in de achttiende eeuw drastisch waren verkleind, naar het Museum voor Schone Kunsten in Dijon. In 1813 verkocht de algemeen directeur van het Louvre, Vivant Denon, vier belangrijke werken van Vlaamse kunstenaars aan de Pinacoteca di Brera in ruil voor meesterwerken uit de Italiaanse renaissance. Het centrale deel van Rubens' altaarstuk maakte deel uit van deze overeenkomst.

## Voorstelling
Op het schilderij zijn Jezus en de twaalf apostelen tijdens het Laatste Avondmaal te zien. Christus is gekleed in het rood en houdt een brood in zijn hand, terwijl een beker wijn op tafel staat. Hij heeft zijn gezicht omhoog gekanteld. Een gele halo omringt zijn hoofd. Links van hem is Petrus met zijn witte baard te zien, terwijl aan de andere kant de jonge Johannes zijn hoofd op Jezus' schouder legt. De ruimte waar het avondmaal zich afspeelt doet aan een kerk denken, vooral door de twee kaarsen en het  missaal rechtsboven die de indruk van een altaar wekken. Het boek is opengeslagen bij psalm 111, een tekst die door het Concilie van Trente in verband werd gebracht met de eucharistie. 
Naast Jezus is Judas de opvallendste figuur. Hij draait zich om naar de toeschouwer, weg van de tafel. Zijn rechterhand houdt hij voor zijn mond en hij vermijdt direct oogcontact met de andere figuren op het schilderij, waardoor een nerveuze indruk ontstaat. De belangrijkste theologische aspecten van het Laatste Avondmaal komen samen op het schilderij: de zegening van het brood en de wijn en de onthulling van Judas' verraad. 
Zoals op veel andere Noord-Europese schilderijen van dit onderwerp, is er een hond met een bot te zien, mogelijk een symbool van trouw. Volgens J. Richard Judson kan de hond bij Judas ook het kwaad vertegenwoordigen, een verwijzing naar het evangelie volgens Johannes waar beschreven wordt hoe de duivel bezit nam van de apostel. In de bergrede sluit Jezus honden uit van de sacramenten.
Het fresco Het Laatste Avondmaal van Leonardo da Vinci was van grote invloed op Rubens. Hij maakte er een ets van, een van Rubens' eerste pogingen om het volledige scala aan menselijke emoties uit te drukken. Deze ets werd gedrukt door Pieter Soutman. 

## Afbeeldingen

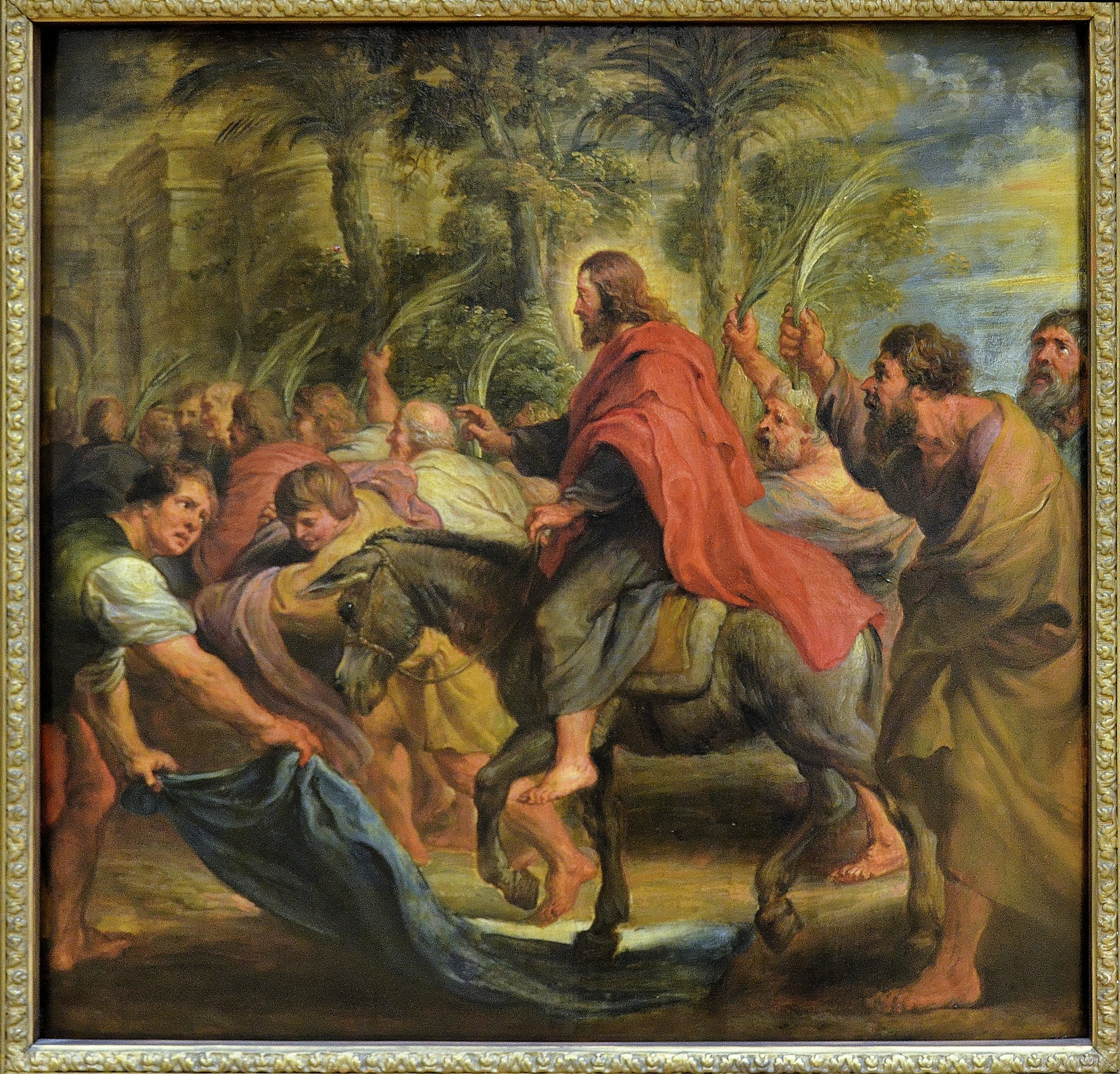
Intocht in Jeruzalem
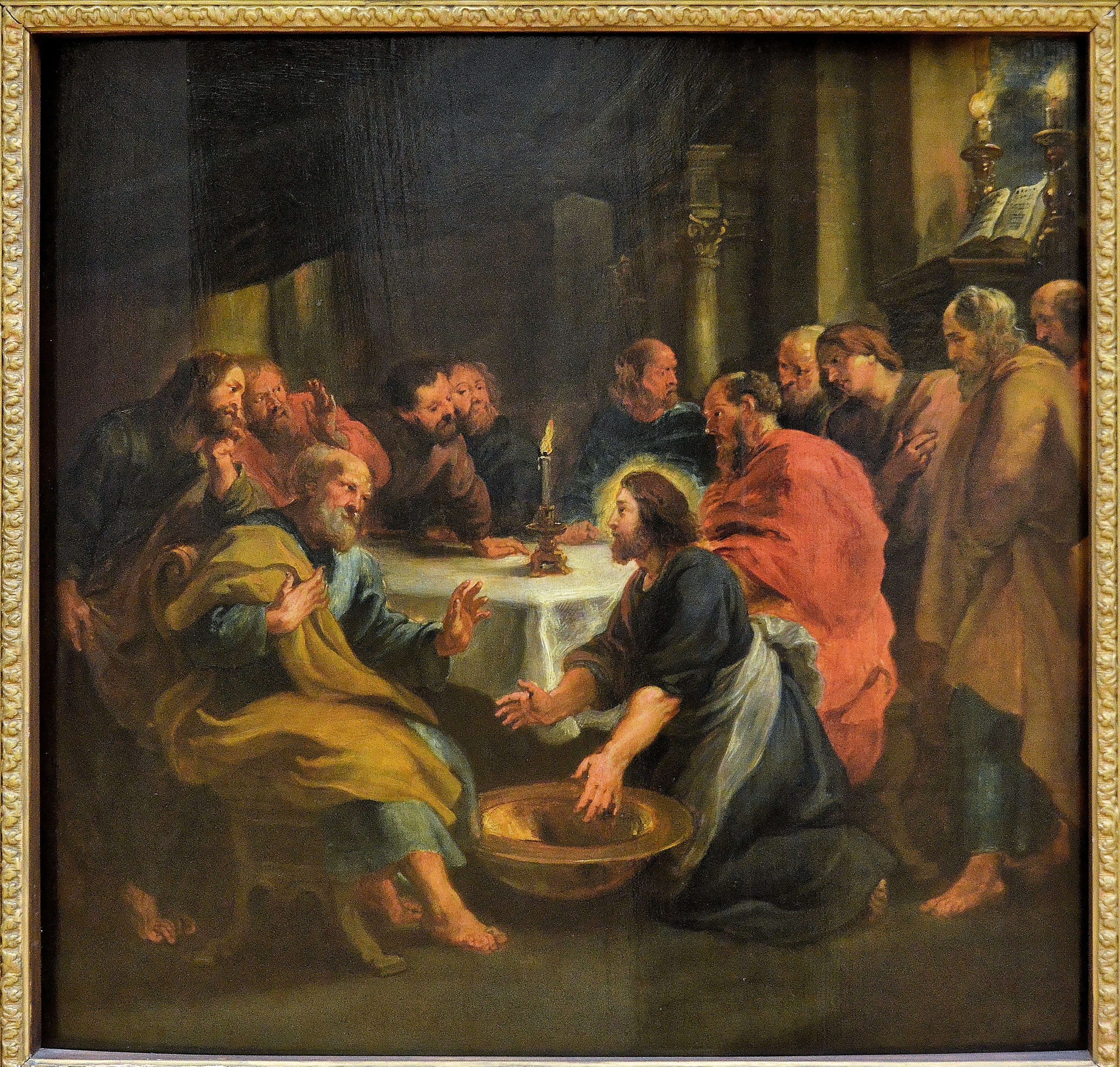
Voetwassing
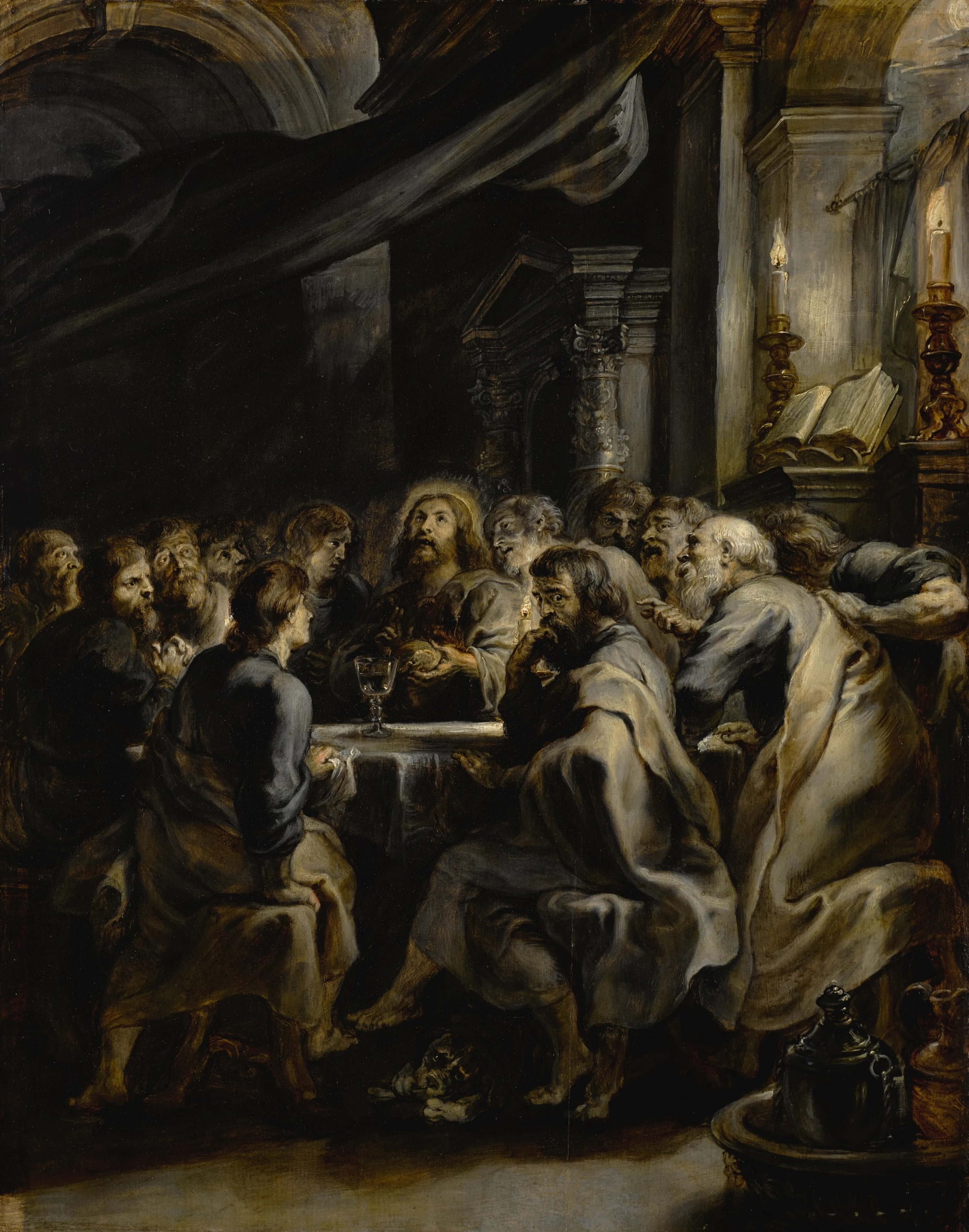
Het Laatste Avondmaal (grisaille)